# Командный чемпионат Европы по шахматам 1983
Финал 8-го командного чемпионата Европы по шахматам проходил с 23 июня по 3 июля 1983 года в Пловдиве (Болгария). В соревнованиях участвовало 8 команд (по 8 основных и 2 запасных участника).
В финале команда СССР выиграла 6 матчей, один (с командой Югославии) сыграла вничью и заняла 1-е место — 38 очков; 2-е место у шахматистов Югославии — 33 очка; 3-е — у команды Венгрии — 31 очко.
Порядок проведения: 6 полуфиналов и финал. Полуфиналы проводились в 2 круга.

## Полуфиналы

### 1-я группа
1. Болгария — 22 очка, 2. Югославия — 18½. 3. Греция — 7½;

### 2-я группа
2-й — 1. Нидерланды — 20½, 2. Польша — 17½, 3. Австрия — 10;

### 3-я группа
3-й — 1. Англия — 18, 2. Исландия — 16½, 3. Швеция — 13½;

### 4-я группа
4-й — 1. ФРГ — 20½, 2. Израиль — 15, 3. Швейцария — 12½;

### 5-я группа
5-й — 1. Венгрия — 25, 2. Франция — 14, 3. Уэльс — 9;

### 6-я группа
6-й — 1. Дания — 8½, 2. ЧССР — 7½.

## Финал
Из 1-го п/ф в финал попали 2 команды, из остальных — по одной. Советские шахматисты были допущены в финал без отборочных соревнований как победители 7-го чемпионата Европы.
| № | Команда    | 1  | 2  | 3  | 4  | 5  | 6  | 7  | 8  |  | + | − | = | Очки |
| - | ---------- | -- | -- | -- | -- | -- | -- | -- | -- |  | - | - | - | ---- |
| 1 | СССР       |    | 4  | 4½ | 4½ | 6  | 6  | 6  | 7  |  | 6 | 0 | 1 | 38   |
| 2 | Югославия  | 4  |    | 4½ | 3½ | 4½ | 4  | 6  | 6½ |  | 4 | 1 | 2 | 33   |
| 3 | Венгрия    | 3½ | 3½ |    | 4½ | 3  | 5½ | 6  | 5  |  | 4 | 3 | 0 | 31   |
| 4 | Англия     | 3½ | 4½ | 3½ |    | 3½ | 3½ | 5½ | 6  |  | 3 | 4 | 0 | 30   |
| 5 | Нидерланды | 2  | 3½ | 5  | 4½ |    | 5½ | 4½ | 4½ |  | 5 | 2 | 0 | 29½  |
| 6 | Болгария   | 2  | 4  | 2½ | 4½ | 2½ |    | 4½ | 5  |  | 3 | 3 | 1 | 25   |
| 7 | Дания      | 2  | 2  | 2  | 2½ | 3½ | 3½ |    | 4½ |  | 1 | 6 | 0 | 20   |
| 8 | ФРГ        | 1  | 1½ | 3  | 2  | 3½ | 3  | 3½ |    |  | 0 | 7 | 0 | 17½  |

## Составы команд и индивидуальные результаты[1]

### СССР
Карпов (2½ из 4), Полугаевский (3½ из 6), Петросян (3½ из 5), Ваганян (4 из 5), Белявский (3½ из 6), Тукмаков (3 из 6), Псахис (5 из 7), Романишин (4½ из 6), Юсупов (5½ из 7), Геллер (3 из 4)

### Югославия
Любоевич (3½ из 6), Глигорич (4½ из 7), П. Николич (5 из 7), В. Ковачевич (5 из 7), Кураица (1½ из 4), Хулак (1½ из 5), Райкович (2½ из 5), Иванович (5 из 7), Джурич (3½ из 4), Цебало (1 из 4)

### Венгрия
Портиш (4½ из 7), Рибли (4 из 7), Сакс (3 из 7), Пинтер (1 из 4), Адорьян (5½ из 7), Чом (4 из 7), Фараго (1 из 4), Гроспетер (2½ из 5), А. Шнейдер (2 из 3), Т. Хорват (3½ из 5)

### Англия
Майлс (4 из 7), Нанн (4 из 7), Спилмен (3½ из 7), Местел (6 из 7), Кин (2 из 6), Чандлер (2 из 5), Шорт (4½ из 7), Хебден (2½ из 5), П. Литтлвуд (1 из 3), Хартстон (½ из 2)

### Нидерланды
Тимман (4½ из 7), Сосонко (3½ из 6), ван дер Вил (4 из 7), Рее (2 из 6), ван дер Стеррен (3 из 6), Лигтеринк (5 из 7), Схеерен (1½ из 5), ван Вейгерден (3½ из 6), Лангевег (½ из 3), Бём (2 из 3)

### Болгария
Трингов (1½ из 6), Радулов (1½ из 6), Инкёв (2 из 6), Великов (3½ из 7), Л. Спасов (2½ из 4), Кр. Георгиев (3 из 7), Ерменков (3 из 6), Спиридонов (3½ из 6), Кир. Георгиев (4 из 6), Луков (½ из 2)

### Дания
Мортенсен (2 из 7), К. Хансен (2½ из 7), Феддер (½ из 6), О. Якобсен (1½ из 6), Й. Кристиансен (3½ из 6), Эст-Хансен (4½ из 6), Хольм (1½ из 5), Хой (1 из 5), Бринк-Клауссен (1½ из 4), Й. О. Фрис-Нильсен (1½ из 4)

### ФРГ
Лоброн (2 из 7), Пфлегер (2 из 4), Киндерман (2½ из 6), Бишофф (3 из 7), Лау (1 из 5), Рефшлегер (1½ из 5), Бастиан (0 из 4), Грюн (3½ из 7), Глинке (1 из 5), Б. Штайн (1 из 5)

## Лучшие индивидуальные результаты по доскам
- 1-я — Я. Тимман — 4½ очка из 7;
- 2-я — С. Глигорич — 4½ из 7;
- 3-я — П. Николич — 5 из 7;
- 4-я — Дж. Местел — 6 из 7;
- 5-я — А. Адорьян — 5½ из 7;
- 6-я — Г. Лигтеринк — 5 из 7;
- 7-я — Л. Псахис — 5 из 7;
- 8-я — О. Романишин — 4½ из 6;
- 9-я — С. Джурич — 3½ из 4:
- 10-я — Е. Геллер — 3 из 4.